# Frieslandriegel
De Frieslandriegel of Assener Stellungen was een Duitse verdedigingslinie uit 1944 tussen Zwolle en Delfzijl in de Nederlandse provincies Overijssel, Drenthe en Groningen. De linie had als doel om het terugtrekkende Duitse leger tijd te geven om te hergroeperen en zo de geallieerde opmars staande te kunnen houden.
De Frieslandriegel liep van Zwolle naar Meppel, vanaf daar langs de Drentsche Hoofdvaart naar Assen, vervolgens het Noord-Willemskanaal volgend naar Groningen en ten slotte langs het Eemskanaal naar Delfzijl. Het sloot aan op de nooit voltooide Friesenwall, die moest doorlopen tot de grens bij Denemarken. 

## Achtergrond

### Geallieerde invasie
Aanleiding voor de bouw van de Frieslandriegel was de geallieerde invasie in Normandië in juni 1944. Hierop werd op 30 augustus 1944 besloten om de Westwall weer in gebruik te nemen. De Westwall liep van de Zwitserse grens tot Kleef. Om te voorkomen dat de geallieerden bij een opmars via Nederland simpelweg rondom deze linie konden trekken, diende ze verlengd te worden, noordwaarts tot aan zee.
Eerst werd de IJssellinie, het gedeelte van de Duitse grens naar Arnhem en Zwolle, bij de Westwall betrokken. Voor de afsluiting tot aan zee werd gekozen voor een traject van Zwolle naar Delfzijl, dat de Frieslandriegel of Assener Stellungen werd genoemd.

### Razzia's
Door de snelle opmars van de geallieerden was het noodzaak de linie snel te realiseren. De linie, ontworpen als een zigzaggende tankgracht met daarachter twee loopgraven en daartussen mitrailleurposten, behelsde bij de aanleg veel graafwerk. Er werden door Organisation Todt, die verantwoordelijk was voor de aanleg, vele mannen opgeroepen om te werken aan de linie. Door het verzet werd aangedrongen om niet aan de oproep te voldoen. Door de lage opkomst begonnen de Duitsers al snel met het uitvoeren van razzia's. 

## Afbeeldingen

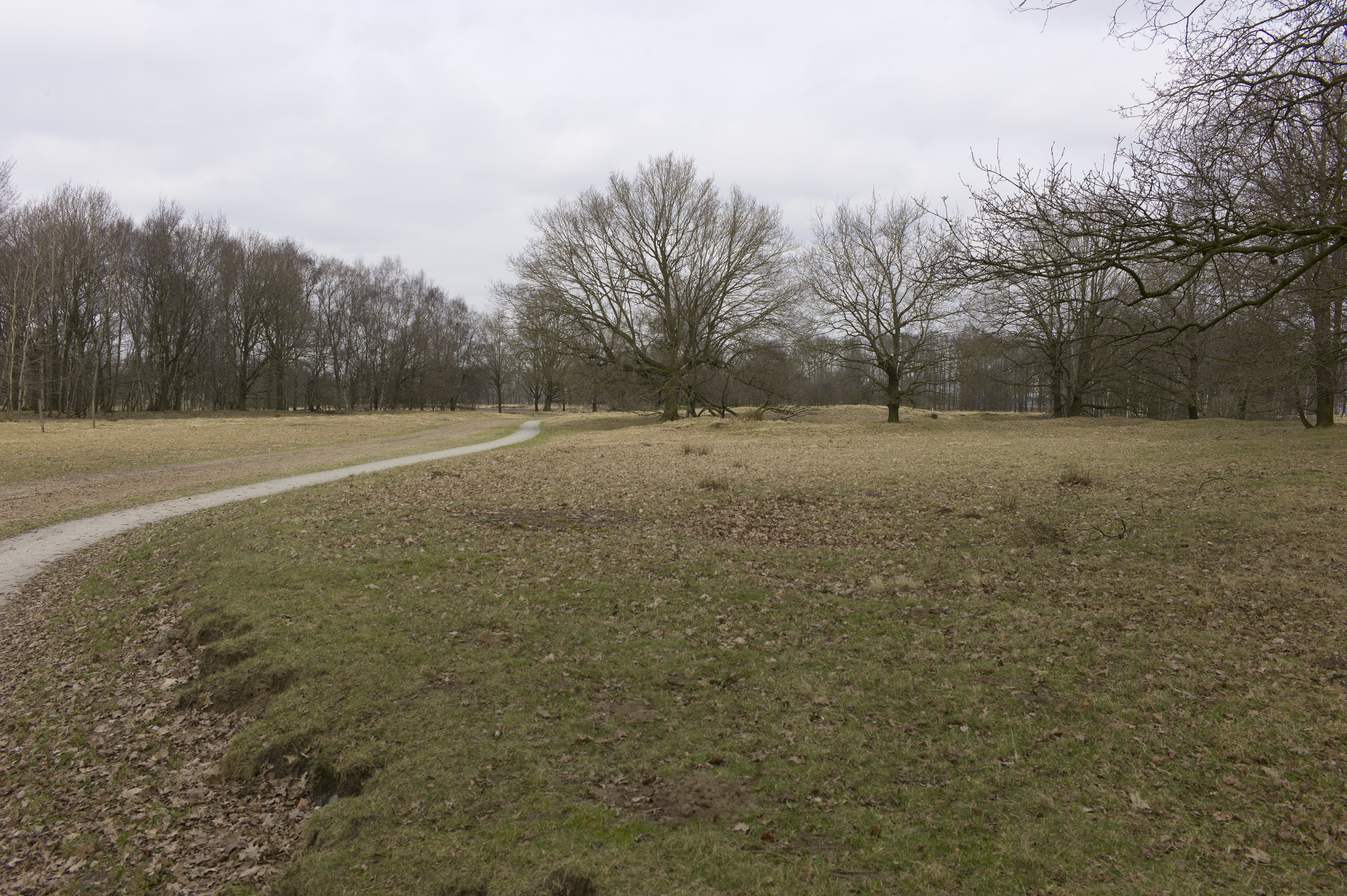
Sporen van de tankgracht op het Balloërveld
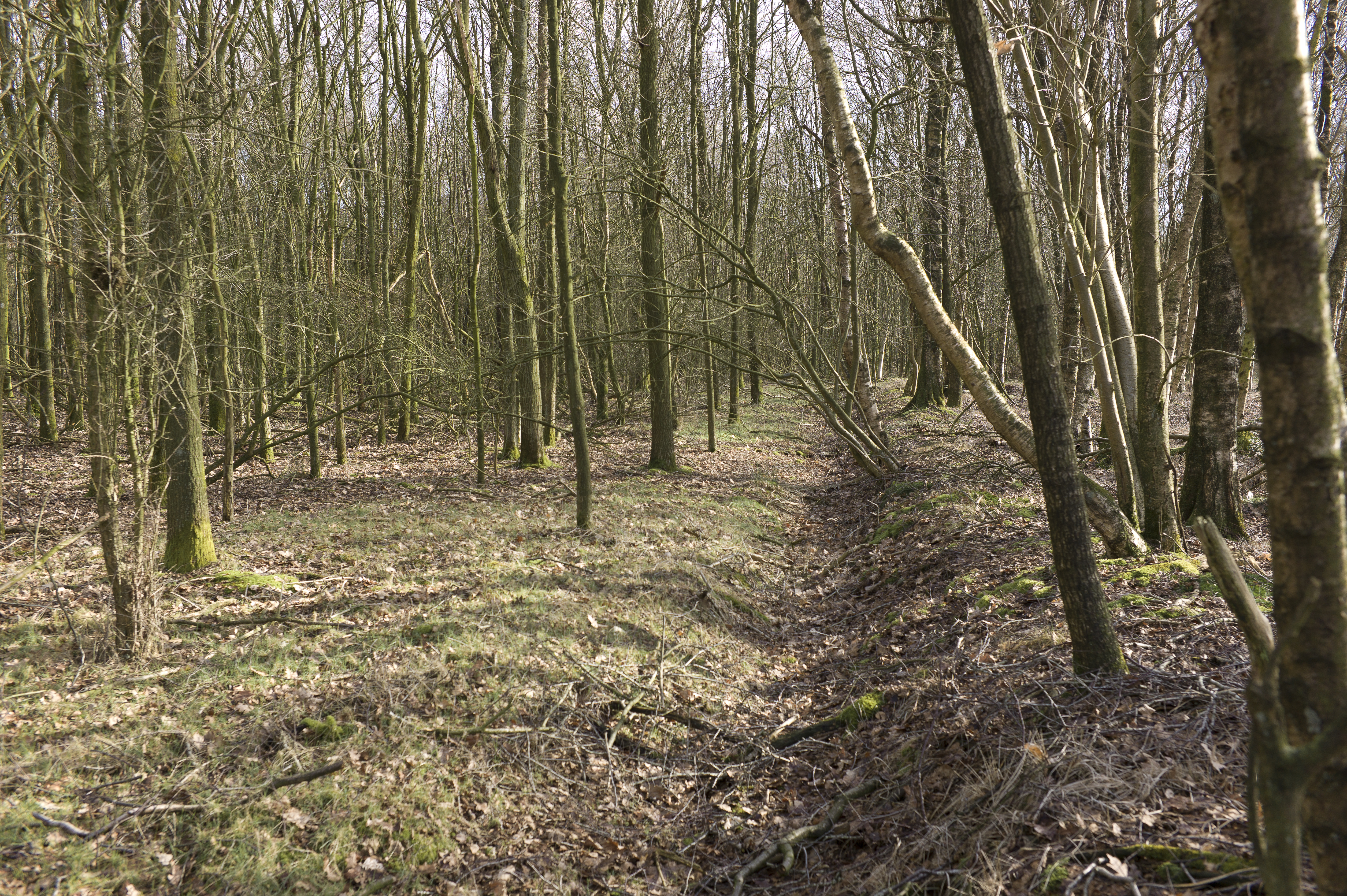
Verbindingsloopgraaf bij Hoogersmilde
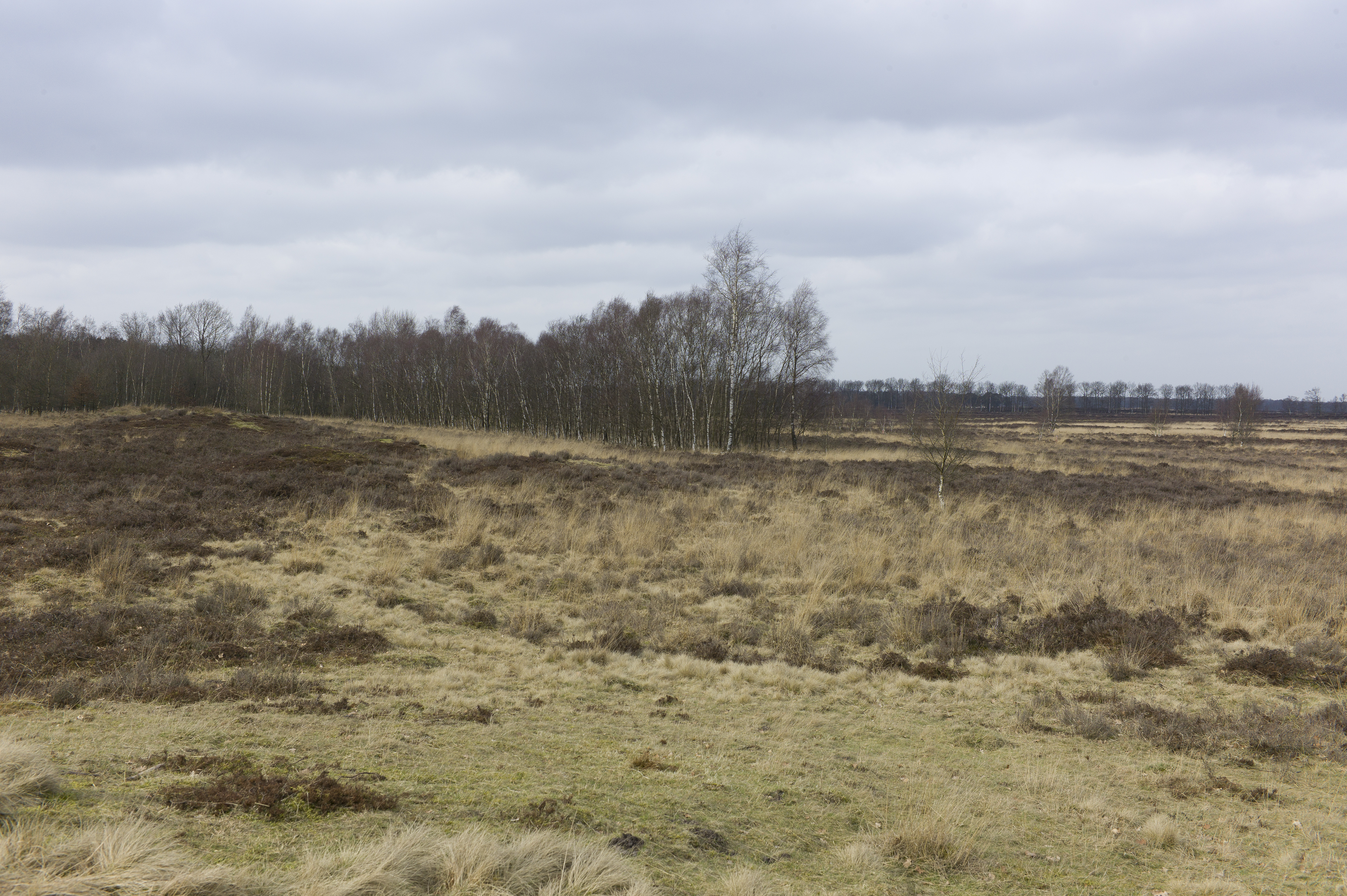
Loopgraven in het Balloërveld
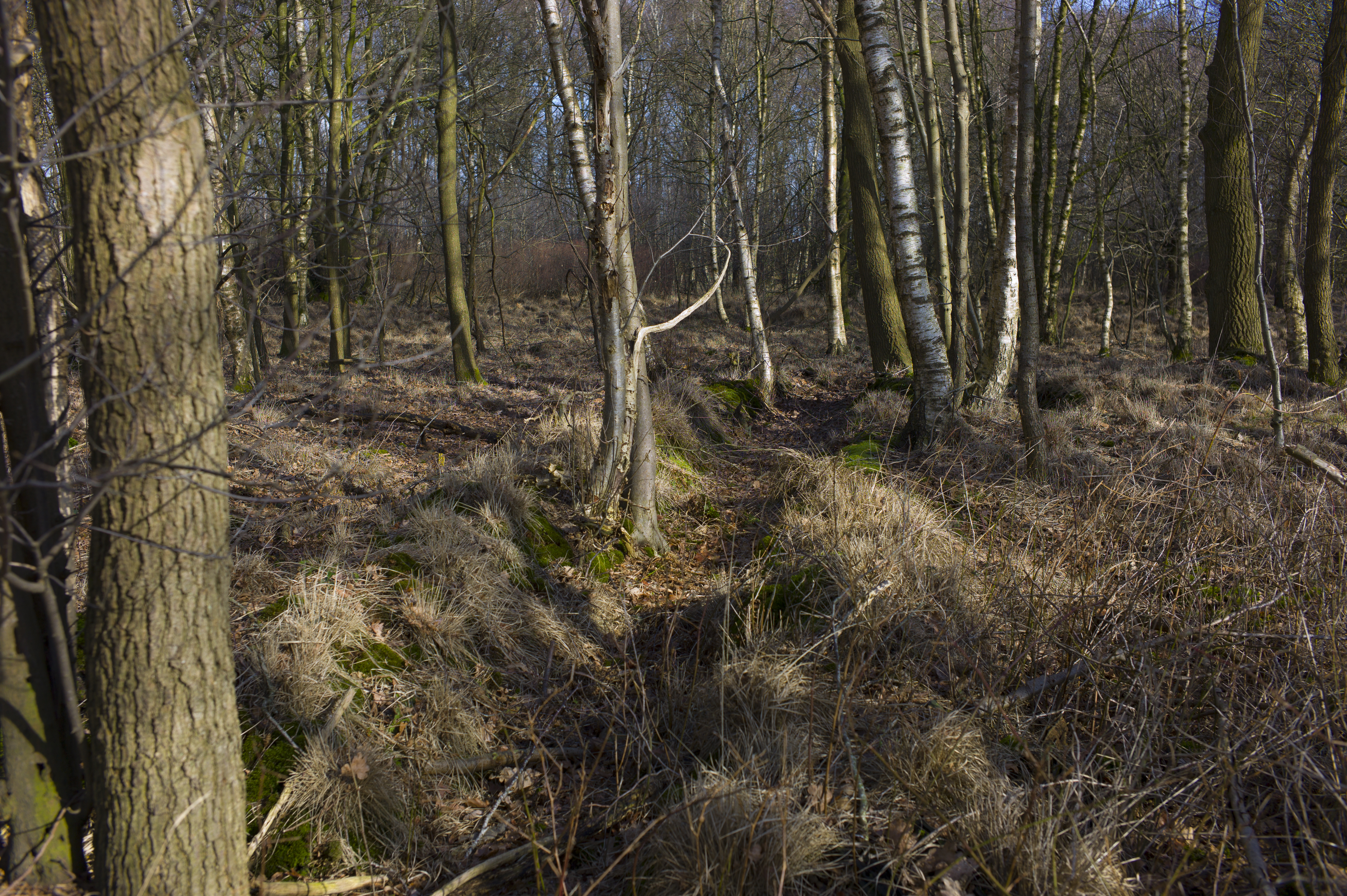
Schuttersput in Hoogersmilde